# Marie-Claire Barth-Frommel
Marie-Claire Barth-Frommel (* 20. Februar 1927 in Genf, Schweiz; † 22. Dezember 2019 in Basel, Schweiz) war eine schweizerische evangelisch-reformierte Theologin, Missionarin und Dozentin für Altes Testament in Jakarta, Indonesien.

## Leben und Wirken
Marie-Claire Barth-Frommel wuchs als ältestes von drei Kindern in einer Medizinerfamilie in Genf und Zürich auf. Sie studierte reformierte Theologie und wurde 1955 ordiniert. Suzanne de Dietrich und Gerhard von Rad waren prägend für ihre Arbeit mit der Bibel. Sie arbeitete kurz als Dolmetscherin für den Weltkirchenrat im Ökumenischen Institut Bossey bei Genf. Bereits 1956 reiste sie mit der Basler Mission nach Jakarta in Indonesien, wo sie insgesamt neun Jahre blieb. Zuerst arbeitete sie als Studiensekretärin der indonesischen christlichen Studentenbewegung, später war sie Dozentin für das Alte Testament und bildete einheimische Theologinnen und Theologen aus. Dort lernte sie den Alttestamentler Christoph Barth, einen Sohn des Theologen Karl Barth, kennen, der an der gleichen Schule unterrichtete. Sie heirateten am 25. Dezember 1957, und zusammen hatten sie vier Kinder. 
Nach ihrer Rückkehr nach Europa 1965 lebte die Familie zunächst in Mainz und ab 1979 in Basel, wo sie auch die Kinder weiter grosszog. Sie engagierte sich zudem als Beraterin für die indonesische christliche Gemeinschaft in Südwestdeutschland sowie für die indonesische Krankenpflegevereinigung. Von 1980 bis 1983 war Barth-Frommel in der Leitung der Basler Mission und als Pfarrerin der reformierten Stephanus-Gemeinde in Basel tätig. Nach dem Tod ihres Ehemanns 1986 reiste sie erneut mehrere Male nach Indonesien und lehrte als Dozentin an verschiedenen Universitäten. Zudem war sie als Beraterin in der Frauenarbeit der evangelischen Kirche aktiv. Sie blieb besonders mit der Kirche in Kalimantan, im Süden Borneos, verbunden und unterstützte mit einem Studienfonds mittellose Studierende aus Ostindonesien.
Barth-Frommel verfasste zahlreiche wissenschaftliche Kommentare zum Alten Testament in indonesischer Sprache, womit sie die theologische Lehre in diesem Fach auf eine akademische Grundlage stellte. Für ihr Engagement in der Ausbildung von Theologinnen und Theologen, ihren Kampf für Pazifismus und die Rechte der Frauen in Indonesien erhielt sie am 25. November 2011 die Ehrendoktorwürde der Theologischen Fakultät der Universität Basel. 
2018 veröffentlichte sie zusammen mit ihrem Sohn, dem Psychoanalytiker Daniel Barth, ein Buch über das Leiden Hiobs mit dem Titel: Ich gebe auf und tröste mich. Marie-Claire Barth-Frommel starb am 22. Dezember 2019 in Basel, und am 7. Januar 2020 fand die Abschiedsfeier in der Peterskirche statt.

## Schriften
- Pandangan Alkitab mengenai keluarga jang bertanggungdjawab, Indonesien 1967
- Tafsiran Alkitab: kitab nabi Yesaya, fasal 40-55, Indonesien 1975
- Kitab nabi Yesaya, fasal 56-66, Indonesien 1974 bis 1983
- Mazmur 42-89, Indonesien 1987 und 1989
- Hati Allah bagaikan hati seorang ibu: pengantar teologi feminis, Indonesien 2003
- Juliette Saloh-Kiting: Semerbak kasih dari Borneo, Indonesien 2011 (englisch: Biography of Juliette Saloh-Kiting, a pastor's wife of Gereja Kalimantan Evangelis in Indonesia)
- Pelayan yang penuh kasih : karya Sophie Patty bagi perempuan dan anak-anak di tanah Papua, Indonesien 2011 (englisch: Biography of Sophia Isabela Patty, a Protestant minister serving in Papua)
- Mit Deetje Tiwa-Rotinsulu: Perempuan Indonesia dalam karya & pengabdian, Indonesien 2014
- Mit Daniel Barth: Ich gebe auf und tröste mich. Die Psychodynamik von sinnlosem Leid im Buch Hiob. Psychoanalyse und Theologie im Dialog, Brandes & Apsel, Basel 2018, ISBN 	978-3-95558-225-8

## Radio
- Kultur-Clips, Radio SRF, 19. April 2015 (Marie-Claire Barth über Karl Barth)